# Кальян (Вар)
Кальян (фр. Callian) — коммуна на юго-востоке Франции в регионе Прованс — Альпы — Лазурный берег, департамент Вар, округ Драгиньян, кантон Рокбрюн-сюр-Аржан.
Площадь коммуны — 25,42 км², население — 2979 человек (2006) с выраженной тенденцией к росту: 3346 человек (2012), плотность населения — 132,0 чел/км².

## Население
Население коммуны в 2011 году составляло — 3287 человек, а в 2012 году — 3346 человек.
| 1962 | 1968 | 1975 | 1982 | 1990 | 1999 | 2006 | 2011 | 2012 |
| ---- | ---- | ---- | ---- | ---- | ---- | ---- | ---- | ---- |
| 756  | 942  | 1203 | 1449 | 1790 | 2445 | 2979 | 3287 | 3346 |

Динамика населения:

## Экономика
В 2010 году из 1910 человек трудоспособного возраста (от 15 до 64 лет) 1373 были экономически активными, 537 — неактивными (показатель активности 71,9 %, в 1999 году — 66,0 %). Из 1373 активных трудоспособных жителей работали 1202 человека (646 мужчин и 556 женщин), 171 числились безработными (87 мужчин и 84 женщины). Среди 537 трудоспособных неактивных граждан 141 были учениками либо студентами, 185 — пенсионерами, а ещё 211 — были неактивны в силу других причин.
На протяжении 2010 года в коммуне числилось 1298 облагаемых налогом домохозяйств, в которых проживало 3213,0 человек. При этом медиана доходов составила 20 тысяч 084 евро на одного налогоплательщика.

## Города-побратимы
- Каллиано, Италия
- Каллиано, Италия